# Reince Priebus
Reinhold Reince Priebus (* 18. březen 1972 Dover, New Jersey) je americký politik, který sloužil od ledna 2017 do července 2017 jako ředitel kanceláře Bílého domu (Chief of staff) ve vládě prezidenta Donalda Trumpa. Dne 28. července 2017 byl z této funkce prezidentem odvolán a nahrazen dosavadním ministrem pro vnitřní bezpečnost (a bývalým generálem námořní pěchoty) Johnem Kellym. Mezi lety 2011–2017 působil Priebus jako předseda Republikánského národního výboru (Republican National Committee, RNC), byl tedy fakticky administrativním vedoucím Republikánské strany.

## Mládí
Narodil se 18. března 1972 v Doveru ve státě New Jersey a až do svých sedmi let vyrůstal v Netcongu v témže státě. Poté se s rodiči přestěhoval do státu Wisconsin. Jeho rodiče jsou Richard a Dimitra Priebusovi (podle některých zdrojů Roula a Dimitra). Příjmení Priebus pochází pravděpodobně z řečtiny či němčiny. Studoval politické vědy a angličtinu na University of Wisconsin–Whitewater.

## Zaměstnání
Po dokončení univerzity pracoval jako úředník ve Výboru pro vzdělání wisconsinského parlamentu (Wisconsin State Assembly). Krátce poté se přihlásil na University of Miami, kde studoval práva a v roce 1998 promoval. Přestěhoval se zpět do Wisconsinu a začal pracovat v advokátní kanceláři Michael Best & Friedrich LLP. Byl zde vedoucím pracovníkem divize pro politiku. V roce 2004 usiloval o zvolení do senátu státu Wisconsin, ale byl poražen demokratickým protikandidátem.

## Politické působení

### Předseda RNC
Dne 6. prosince 2010 odeslal Priebus dopis všem 168 volitelům předsedy Republikánského národního výboru, ve kterém oznámil svou kandidaturu na předsedu strany. V dopise delegátům napsal mimo jiné tato slova: „Budu držet výdaje strany na nízké úrovni. Se mnou strana získá silné a seriózní vedení. Společně se budeme snažit shromáždit dostatek finančních prostředků na to, abychom byli úspěšní. Budeme se snažit znovuzískat důvěru našich přispěvatelů a já osobně budu telefonovat našim největším sponzorům a pokusím se je přesvědčit, aby i tentokrát podpořili nás.“
Dne 14. ledna 2011 byl po sedmi kolech hlasování zvolen předsedou strany a nahradil tak dosavadního předsedu Michaela S. Steela. Situaci okomentoval slovy: „Rád bych poděkoval předsedovi Steelovi za jeho dvouleté vedení strany. Děkuji ti.“
| Kandidát          | 1. kolo | 2. kolo | 3. kolo | 4. kolo | 5. kolo   | 6. kolo | 7. kolo   |
| Reince Priebus    | 45      | 52      | 54      | 58      | 67        | 80      | 97        |
| ----------------- | ------- | ------- | ------- | ------- | --------- | ------- | --------- |
| Saul Anuzis       | 24      | 22      | 21      | 24      | 32        | 37      | 43        |
| Maria Cino        | 32      | 30      | 28      | 29      | 40        | 34      | 28        |
| Ann Wagner        | 23      | 27      | 32      | 28      | 28        | 17      | Odstoupil |
| Michael S. Steele | 44      | 37      | 33      | 28      | Odstoupil |         |           |

Jako předseda RNC zdědil po svém předchůdci dluh ve výši více než 50 milionů dolarů a také nedobré vztahy se sponzory. Za rok v úřadu zredukoval dluh na 11,8 milionu dolarů. V prezidentských volbách v roce 2012 aktivně podporoval Mitta Romneyho a poukazoval na mnohé chyby Baracka Obamy a dalších demokratických lídrů. V roce 2013 vyhrál opět ve volbě předsedy RNC a setrval na této pozici další čtyři roky.

### Prezidentské volby 2012
Po republikánské prohře ve prezidentských volbách 2012 nařídil Priebus vykonání rozsáhlých průzkumů zaměřených zejména na mladé lidi, ženy a Hispánce. Na těchto skupinách totiž ztratil Mitt Romney největší počet hlasů ve prospěch Baracka Obamy.

### Prezidentské volby 2016
V průběhu kampaně pro volby prezidenta USA 2016 Priebus výrazně podpořil úspěšného kandidáta Republikánské strany Donalda Trumpa. Krátce po svém zvolení prezidentem USA jej Trump přivzal do svého 16členného týmu pro přípravu nové administrativy. Dne 13. listopadu 2016 jmenoval zvolený prezident Trump Reince Priebuse do významné funkce jako příští šéf jeho štábu v Bílém domě. Priebusovi se přičítají k dobru nejen jeho značná podpora Trumpa ve volebním boji, ale také organizační schopnosti a jeho dobré vztahy například s mluvčím Sněmovny reprezentantů Paulem Ryanem.